# Tōten Miyazaki
Tōten Miyazaki (宮崎 滔天, Miyazaki Tōten) (23 janvier 1871 - 6 décembre 1922), aussi appelé Torazō Miyazaki, est un philosophe japonais qui aida Sun Yat-sen durant la révolution chinoise de 1911. Alors que Sun était au Japon, il l'aida dans ses déplacements car les autorités japonaises étaient à sa recherche.

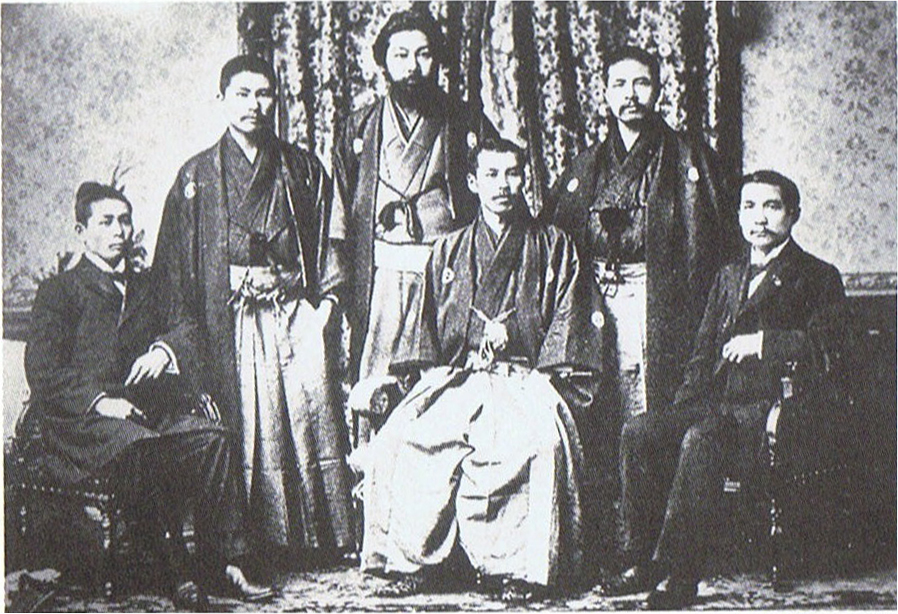
Tōten Miyazaki (debout, au centre) avec Sun Yat-sen (assis, à droite) en 1890.

Lors d'une occasion, il s'enregistra sous le nom de « Nakayama » à l'hôtel Crane. Ce nom sera plus tard converti en un nom chinois plus populaire, « Sun Zhongshan ». Alors que Miyazaki avait les mêmes idéaux que Sun, ils ne pouvaient pas communiquer en raison de leurs différences de langue. Ils utilisaient donc des messages écrits en chinois classique.
Le 7 septembre 1900, la première visite à l'étranger de Sun à Singapour a pour but de sauver Tōten Miyazaki, qui y a été arrêté. Cet acte entraîne sa propre arrestation et l'interdiction de visiter la colonie britannique pendant cinq ans.
Le musée des vestiges historiques d'histoire moderne chinoise de Nankin expose des statues en bronze de Sun et de Miyazaki placées côte à côte.